# Ryszard Bogusz (polityk)
Ryszard Andrzej Bogusz (ur. 14 grudnia 1954 w Słupsku) – polski polityk, poseł na Sejm RP I kadencji.

## Życiorys
Ukończył w 1978 Technikum Elektryczne w Słupsku. Działacz Konfederacji Polski Niepodległej. Od 1991 do 1993 sprawował mandat posła na Sejm I kadencji z okręgu koszalińsko-słupskiego. Został wybrany z listy Polskiego Związku Zachodniego, należał do Klubu Parlamentarnego KPN. Zasiadał w Komisji Handlu i Usług oraz Komisji Polityki Przestrzennej, Budowlanej i Mieszkaniowej. W 2002 startował na prezydenta Słupska z ramienia Komitetu Założycielskiego Polskiej Partii Biednych, zajmując ostatnie, 8. miejsce. Nie uzyskał także mandatu w radzie miasta. W 2014 jako członek Kongresu Nowej Prawicy ponownie kandydował na prezydenta Słupska, po raz kolejny zajmując ostatnie, 8. miejsce. Nie zdobył również mandatu radnego miasta.